# Gustav Neumann
Gustav Richard Ludwig Neumann (15 de desembre de 1838 - 16 de febrer de 1881) fou un jugador d'escacs alemany, nascut a Gleiwitz, llavors Prússia, Província de Silèsia. Va morir a Wehlau a la Prússia Oriental.

## Resultats destacats en competició
Durant la segona meitat de la dècada dels 1860, Neumann fou un dels millors jugadors d'escacs del món. Pel que fa a resultats en torneigs, el 1865 fou 1r a Berlin (+34 –0 =0; el primer resultat perfecte documentat), i guanyà el torneig d'Elberfeld (WDSB Congress); el 1867 fou primer a l'Scotland International de Dundee (per damunt de Steinitz). Fou 4t al Torneig de Paris 1867 (campió:Ignatz von Kolisch), 3r-4t al Torneig de Baden-Baden, considerat el més fort de la història fins al moment (el campió fou Adolf Anderssen). i 2n, rere Anderssen, a Altona 1872. Va veure's impedit de jugar a partir d'aquest any, a causa d'una malaltia mental.

### Matxs
Va perdre amb Louis Paulsen (+3 –5 =3) a Leipzig 1864. Va guanyar Karl Mayet (+0 -6 =1) el 1866, i Celso Golmayo Zúpide (+3 –0 =0) i Simon Winawer (+3 –0 =0) a París el 1867. Va guanyar Samuel Rosenthal (+12 –2 =8) en tres matxs a Paris; (+5 –0 =6) el 1867, (+3 –1 =1) i (+4 –1 =1) el 1869.
En el període 1864–1867, conjuntament amb Anderssen, fa fundar i editar la publicació Neue Berliner Schachzeitung.